# Шимко, Григорий Лукьянович
Григорий Лукьянович Шимко (1919—2003) — советский военнослужащий, участник Великой Отечественной войны, Герой Советского Союза, старший лётчик 91-го гвардейского штурмового авиационного полка (4-й гвардейской штурмовой авиационной дивизии, 5-го штурмового авиационного корпуса, 5-й воздушной армии, 2-го Украинского) фронта, гвардии лейтенант.

## Биография
Родился 28 февраля 1919 года в селе Хреновка ныне Ильинецкого района Винницкой области в крестьянской семье. Украинец. Член КПСС с 1944 года. Окончил семь классов средней школы. Работал в городе Макеевка Донецкой области на шахте.
В 1940 году призван в ряды Красной Армии. В 1943 году окончил Ворошиловградскую военно-авиационную школу пилотов. В боях Великой Отечественной войны с октября 1943 года. Воевал на 2-м Украинском фронте.
К маю 1945 года старший лётчик 91-го гвардейского штурмового авиационного полка гвардии лейтенант Г. Л. Шимко совершил 203 боевых вылета на штурмовку войск немецко-фашистских захватчиков, нанеся противнику значительный урон в живой силе и технике.
Указом Президиума Верховного Совета СССР от 15 мая 1946 года за образцовое выполнение боевых заданий командования по уничтожению живой силы и техники противника и проявленные при этом мужество и героизм гвардии лейтенанту Григорию Лукьяновичу Шимко присвоено звание Героя Советского Союза с вручением ордена Ленина и медали «Золотая Звезда».
В 1947 году окончил Краснодарское высшую авиационную школу штурманов. С 1962 года майор Г. Л. Шимко — в отставке. Жил и работал в Киеве. Скончался 26 мая 2003 года. Похоронен в Киеве на Городском кладбище «Берковцы».
Награждён орденом Ленина, двумя орденами Красного Знамени, тремя орденами Отечественной войны 1-й степени, двумя орденами Красной Звезды, орденом Славы 3-й степени, медалями.